# Rialma (kommun)
Rialma är en kommun i Brasilien.   Den ligger i delstaten Goiás, i den centrala delen av landet, 180 km väster om huvudstaden Brasília. Antalet invånare är 10 516.
Följande samhällen finns i Rialma:
- Rialma

Omgivningarna runt Rialma är huvudsakligen savann. Runt Rialma är det mycket glesbefolkat, med 4 invånare per kvadratkilometer.